# Rock argentin
Le rock argentin est un ensemble de musiques rock, et d'autres styles musicaux proches, créés, produits en Argentine. L'expression coïncide en partie avec « rock national », un concept apparu durant la seconde moitié des années 1960 pour se référer à un courant musical rock, au sens large, chanté en espagnol et qui à ses débuts faisait face aux productions « commerciales », développées par les médias de communication et les maisons de disque.
L'Argentine est l'un des premiers pays d'Amérique latine dans lequel se développe le rock 'n' roll. De même, le pays est l'un des premiers à utiliser l'espagnol pour communiquer et décrire des thématiques propres à ses particularités, ainsi que pour faire d'abondantes références à la géographie locale,,.
Depuis le milieu des années 1950, les groupes locaux chantaient déjà en anglais (occasionnellement en espagnol) des succès internationaux du rock 'n' roll, mais sans leur conférer une identité qui les différencie des originaux. C'est durant la seconde moitié des années 1960 que divers groupes underground, issus du milieu intellectuel et bohème, commencent à composer des chansons en espagnol. Elles abordent des sujets qui intéressent la jeunesse. C'est ainsi que le rock argentin commence à forger son identité. Ceci donne naissance à un genre musical qui est d'abord nommé beat, puis musique progressive, pour finalement être dénommé rock national. À partir de là, le rock argentin commence un processus d'évolution constant qui, durant les années 1970 et 1980, et surtout après la guerre des Malouines, se cristallise dans un mouvement aux caractéristiques esthétiques bien définies. Ce mouvement connaît en parallèle un fort succès populaire.

## Histoire

### Précurseurs (1956–1967)
Les origines du rock argentin remontent à la seconde moitié des années 1950, quand arrivent dans le pays les groupes de rock 'n' roll nord-américains. C'était alors l'explosion internationale de ce mouvement. Ce rythme nouveau et dansant entraîne la création des premiers groupes de rock dans le pays. Cependant, bien que ces premières formations soient très importantes dans l'histoire de la musique argentine et de son évolution, le rock dit national est un courant artistique avec une identité propre. Ce courant naquit lorsque les groupes commencèrent à chanter en espagnol et à faire des chansons traitant des caractéristiques du lieu et des idées philosophiques et intellectuelles de la contre-culture. Cela en opposition avec les groupes antérieurs qui se contentaient de se réunir pour reprendre les chansons des groupes nord-américains. Ils chantent alors en anglais car beaucoup pensent que le rock chanté en espagnol n'était pas viable. C'est pourquoi le « rock national » comme il est connu actuellement ne nait que durant la décennie suivante.
Cependant, avant cela, divers personnages tentent pour la première fois le rock en Argentine. À cette période, le tango et le folklore prédominent dans le pays, et les rythmes nouveaux, ainsi que les jeunes groupes de musique sont publiés uniquement par les médias mainstream argentins comme le label RCA-Victor et les programmes de télévision pour la jeunesse. Les groupes et artistes solo précurseurs du rock argentin animent, eux, les bals et fêtes, influencés par Bill Haley, Chuck Berry, Elvis Presley, Little Richard, Chubby Checker et Bo Diddley, entre autres. Naturellement, ces premières tentatives de rock argentin se caractérisent par divers styles, conséquence de l'imitation des divers styles nord-américains. Certains, comme Eddie Pequenino et son groupe Mr. Roll y sus Rockers, sont plus proches du swing de Bill Haley and His Comets. D'autres comme Los Cincos Latinos sont adeptes des groupes vocaux de doo-wop comme The Platters. D'autres enfin, comme Sandro, sont clairement inspirés par Elvis Presley. Dans les années 1960, d'autres groupes et solistes apparaissent, influencés par de nouveaux groupes et d'autres genres, comme le twist, la nueva ola, la surf music et le garage rock. De plus, les influences musicales britanniques et uruguayennes ont un fort impact sur la musique argentine.
C'est à partir de la fin de cette période que commencèrent à apparaître les premiers groupes dit de contre-culture. Leurs idées nouvelles et leurs lieux de réunion, comme La Perla de Once ou l'Instituto de Tella, sont les noyaux d'un nouveau courant artistique. Après quelques tentatives de rock possédant une identité propre, c'est finalement en 1967 avec la sortie de la chanson La balsa du groupe Los Gatos, qui connait un grand succès avec ses 250 000 exemplaires vendus, que d'autres groupes se lancent et commencent à enregistrer des chansons en espagnol.

### Origines avec réminiscence nord américaine

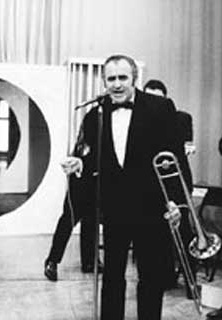
Eddie Pequenino, le premier rocker argentin. À 28 ans, il forme le premier groupe de rock argentin : Mr. Roll y sus Rockers.

Le rock 'n' roll fait surface aux États-Unis dans les années 1950. Il est le produit de la fusion de divers courant musicaux comme la musique folk, le hillbilly, le bluegrass, la musique country et le rhythm and blues. Il connaît rapidement une popularité nationale et internationale à travers des artistes comme Elvis Presley ou Bill Haley. En Argentine, la diffusion de ce genre musical via les radios et les disques réveilla chez beaucoup de musiciens l'envie d'imiter ces nouvelles sonorités et ces rythmes marqués qui le caractérisait.
La scène musicale dans les années 1950 en Argentine se compose par le tango d'origine urbaine, le folklore qui vit un boom alimenté par l'immigration, la musique mielleuse influencée par la scène musicale des pays européens comme l'Italie et la France (le festival de Sanremo étant très populaire dans la société argentine de l'époque) et les boléros et ballades romantiques comme celles de Frank Sinatra. Parallèlement, les genres aux rythmes tropicaux et latino-américains comme la cumbia commencent à laisser leurs traces en Argentine,.
C'est au milieu des années 1950 qu'arrive le rock 'n' roll en Argentine, grâce au succès nord-américains de chanteurs comme Elvis Presley, Bill Haley and His Comets, Chuck Berry, Buddy Holly ou Gene Vincent. De même, la sortie dans les cinémas argentins de la trilogie fondamentale des films de rock 'n' roll : La Blonde et moi, Rock Around the Clock et Don't Know the Rock  ont une répercussion majeure chez les jeunes et les adolescents. Ces derniers commencent à danser sur ces rythmes nouveaux dans les couloirs des cinémas, dans les rues, sur les places ainsi qu'au pied de l'obélisque de Buenos Aires. En parallèle, les ventes de disques de rock 'n' roll commencent chez les disquaires, ainsi que la diffusion de ces nouveaux rythmes à la radio à travers des émissions dédiées. C'est le cas à Radio Splendid, et à Radio Mitre avec l'émission Melodías de rock 'n' roll animée par César Lazaga, et à Radio Excelsior avec l'émission Rock and Belfast animée par Jorge Beillard, occasionnellement remplacé par Miguel Ángel Merellano,.
Le chanteur et tromboniste Eddie Pequenino, ancré dans le jazz (alors encore adolescent, il forme dans les années 1940 un groupe de jazz dénommé Jazz Los Colegiales avec Ricardo Romero) et du rhythm and blues (il forme au début des années 1950 un groupe du nom de Parker y su Rhythm Band), forme en 1956 le groupe Mr. Roll y sus Rockers, le premier groupe de rock en Argentine. Il engage comme pianiste Lalo Schifrin. Le groupe interprète des reprises de groupes nord-américains. Bill Haley and His Comets sont pour eux une grosse influence, avec leur style orienté swing. Leurs reprises sont enregistrées en un LP, produit et publié par le label CBS. L'album est un tel succès qu'il se vend plus que la version originale de Bill Haley. C'est dans ce contexte qu'est tourné le film Venga a bailar el rock, qui sort le 29 août 1957. Mr. Rock y sus Rockers jouent dedans, en compagnie des acteurs Éber Lobato, Nélida Lobato, Alfredo Barbieri, et Pedrito Rico. En janvier 1958, Bill Haley vient en Argentine avec son groupe pour des concerts au théâtre municipal. Il choisit comme première partie Mr. Roll y sus Rockers.
Immédiatement, quelques polémiques apparaissent à propos du rock du fait de certains tabloïds et médias à sensation. Ces derniers affirment que les jeunes devenaient fous dans les salles de cinéma à cause des films de rock, causant parfois des destructions. Ils lèvent la voix avant l'arrivée de Bill Haley en affirmant que le rock 'n' roll était une musique étrange. De son côté, la revue Antena publie un numéro dans lequel apparait Bill Haley vêtu d'un poncho et en train de boire du maté, dans un geste de conciliation culturelle,.
Au-delà du manque d'identité qu'avait encore le genre naissant, l'arrivée du nouveau phénomène musical et la formation de Mr. Roll y sus Rockers attire l'attention de l'industrie du disque en Argentine. Il existait en effet un nouveau segment social qui jusque-là n'avait pas été exploité par la musique : celui des jeunes et des adolescents. Il y avait ainsi un nouveau marché pour la commercialisation de groupes et de solistes. Ce nouveau marché eut un rôle essentiel dans le développement postérieur de la musique argentine, et cela, sans distinction de genre et de contenu idéologique.

### Premiers groupes

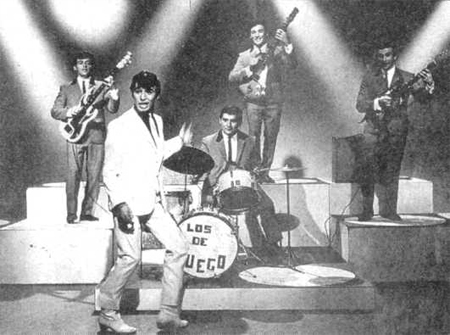
Sandro, qui à ses débuts jouait du rock 'n' roll eu une influence décisive sur la naissance du rock argentin.

En 1958, à la suite du succès qu'eut la visite de Bill Haley and His Comets en début d'année, de nombreux groupes de rock 'n' roll se forment. Ces nouvelles formations se contentaient alors de reprendre les chansons des groupes de rock nord-américains. De nombreux membres de ces formations allaient devenir au début des années 1960 les musiciens et chanteurs des groupes appartenant au mouvement appelé en Argentine « nueva ola ». En parallèle, des programmes radio consacrés au rock commencent à apparaître à la radio. C'est le cas sur Radio Libertad (plus tard AM del Plata) et sur Radio El Mundo. La revue Jazzlandia avait aussi pris note de l'explosion du rock 'n' roll sur la scène musicale argentine. C'est pourquoi elle commence à publier des articles, des paroles et des partitions de rock. La revue Estrellas fait de même. Le disc jockey du programme Música en el aire, Rodríguez Luque, crée le label Disc-Jockey avec laquelle il produit les groupes de rock naissants. Enfin, en avril 1958, le troisième film d'Elvis Presley : Amour frénétique sort en salle. Traduit sous le titre La mujer que yo adoro en Argentine, le film eut une couverture médiatique importante à la différence de ses deux premiers films. Cela entraîne un boom de l'esthétique Elvis dans le pays.
Le groupe The Paters se forme, avec le chanteur Lalo Fransen (futur membre du El Club del Clan), qui se fait alors appeler Danny Santos. Le groupe est connu pour deux enregistrements : A White Sport Coat (and a Pink Carnation) de Marty Robbins et I Forgot to Remember to Forget d'Elvis Presley. De même, le groupe Los Modern Rockers se forma, dont le membre Luis Aguilé (qui a joué des chansons de Pat Boone) se distingue des années plus tard lorsqu'il est engagé par le label Odeón. Avec son guitariste et l'appui de l'orchestre d'Armando Patrono, ils enregistrent le boléro Mirá qué luna, mais surtout la première chanson rock originaire d'Argentine, c'est-à-dire créée par un artiste argentin et chantée en espagnol, La Balanza.
Accompagné par l'orchestre Delucio Milena, les chansons qu'enregistre Billy Cafaro, Pity Pity de Paul Anka et Personalidad eurent un succès considérable. Néanmoins, quand il interprète le succès allemand Kriminal Tango, il obtient beaucoup moins de succès. En effet, cette chanson est très impopulaire chez les tangueros qui l’interprètent mal et la prennent comme une offense au tango. Il est même agressé à plusieurs reprises par des tangueros, ce qui le pousse à partir en Espagne. Originaire de ce pays, Andy Marciá enregistre des chansons comme Rock del vaquero, Tú eres mi luna et La Motoneta (cette dernière était un jingle publicitaire pour les scooters Siam-Lambretta, et c'est peut-être le premier jingle publicitaire de l'histoire argentine). Il est aidé par l'orchestre d'Horacio Malvicino, qui à ce moment-là était connu sous le nom de Don Nobody, et qui plus tard, se tournant vers le tango européen, adopta un autre nom, Alain Debray.
En 1960, le groupe Los Teen Tops atteint une grande notoriété chez les auditeurs argentins. Cet ensemble mexicain chante des succès du rock 'n' roll nord-américain, mais avec des paroles traduites en espagnol. Le style énergique de ce groupe influence le frère de Eber Lobato, Rocky Pontoni, qui surgit sur le marché du disque avec ses interprétations de Stupid Cupid de Neil Sedaka, Adam and Eve de Paul Anka et I'm On a Merry Go-Round de Teddy Randazzo. Il est suivi par Luis Bastián avec sa reprise de Itsi, Nitsi, Tiny Winy Yellow Polka dot Bikini de Brian Hyland. Appuyé par le label Orfeo (filiale de CBS), l'artiste Johnny Carel (dont le vrai nom est José Roberto Gentile) apparait. Sa reprise de Let's Think about Living de Bob Luman est un grand succès. Il est tel que le disque sort dans de nombreux pays comme le Pérou, le Venezuela, l'Équateur, la Colombie, le Mexique et l'Espagne.
À ce moment, un futur membre de la nueva ola et d'El Club del Clan apparait au sein du groupe de rock 'n' roll Los Platos Voladores, qui prend par la suite le nom de The Rocklands. Ce membre, c'est Noberto Fago, qui utilise ensuite le pseudonyme de Nicky Jones. Il enregistre une reprise de Runaway de Del Shannon. De même, le musicien Johnny Allon se fait connaître au sein du groupe Los Tammys. Ces derniers enregistrent de nombreuses reprises des groupes de beat et de surf music des années 1960. Dans la Province de Tucumán, le chanteur Nery Nelson, qui reprenait des chansons d'Elvis Presley, est mis en avant par le label Discofonia. Il sort avec elle un disque qui n'eut aucune répercussion. C'est pourquoi, il décide de changer de surnom et commença à se faire appeler Palito Ortega. Ce même label lance un autre jeune, Martin Meyer. Ce dernier, aidé par le compositeur Alddo Legui, sort un LP qui connut du succès, El Millonario del disco.
Au début des années 1960, de nombreux musiciens nord-américains de l'époque comme The Platters, Paul Anka (qui à son concert au Teatro Ópera chanta accompagné d'un orchestre local dirigé par le batteur Enrique Corriale), Dion DiMucci, Brenda Lee, Neil Sedaka et Chubby Checker vinrent jouer en Argentine. Ce dernier, avec son style twist sert d'inspiration pour un groupe local : Los Jets, dont l'un des membres, Jorge « Jackie » Álvarez, forme plus tard le groupe Jackie y los Ciclones. En 1961, Tony Vilar sort un LP avec le label discogrphique CBS. l'album comprend des chansons chantées en espagnol comme Quince años tiene mi amor, Diablito, Rock del fuego et Rock del abuelo,,.
En juillet 1961, le label RCA signe un jeune musicien qui utilisait le pseudonyme Balder. Ce dernier se présente au programme de télévision Justa del Saber diffusé par Canal 7. Avec le label discographique, il édite un disque sur lequel apparaissait la chanson El rock del tom tom. Un peu plus tard, il sort la chanson Zapatos de pom pom. Balder est en fait Alberto Felipe Soria, plus connu sous le nom de Johny Tedesco. Il est tellement influencé par Elvis que le label lui propose un voyage aux États-Unis, afin qu'il puisse connaître son idole. Son album est un gros succès. Près de 500 000 exemplaires sont vendus en très peu de temps. En parallèle, la chanson est un gros succès à la radio. Tedesco développe donc un style très influencé par Elvis Presley, qui était un mélange de rock, de rockabilly et de country. Il interprète en espagnol beaucoup de ses compositions et les succès du rock international comme Presumida, Un montón de amor, Preciso tu amor esta noche, Ocho días a la semana, Coqueta et La Plaga. Ces quelques chansons aident à consolider le genre rock en Argentine.
En août 1961, le label CBS lance un nouvel artiste, Tony Vilar. Ce dernier enregistre des chansons de soft rock et des reprises du groupe espagnol Dúo Dinámico, comme Quince años tiene mi amor. Il reprend aussi Diablito de Neil Sedaka. Tony Vilar est fils d'immigrant italien typique de la jeunesse d'alors. En 1962, il édite son deuxième album, qui rime aussi avec la fin de sa carrière. Bien que son succès soit éphémère, et rapidement éclipsé par l'ascension vertigineuse du Club del Clan, ses albums restent culte et sont des traces du début du rock en Argentine.
À cette période, le groupe Los Picks Ups apparait. Comme la majorité des groupes de l'époque, il faisait des reprises, dans son cas surtout de Roly Poly. Cependant, il fait aussi ses propres compositions comme Mi Promesa. Toujours à cette période, Radio Antártida, connu sous le nom de Radio América, possède une programmation qui passe du rock toute la journée. Tout au long de la journée, différentes émissions étaient consacrées au genre. On peut citer : Una ventana al éxito animée par Antonio Barrios, La discoteca de Juan José avec Juan José May, Whiskeria de Johnny Carel et Círculo musical avec Héctor Larrea.
En 1963, le groupe Los de Fuegos — ou Santo y Los de Fuegos — enregistra des reprises de chansons de rock classique et de beat, chantées en espagnoles. On peut citer : Te conseguiré, Anochecer de un día agitado, My bonnie et El Dinero no puede comprarme amor. Le groupe connaît alors un grand succès commercial, puis se sépare plus tard. Sandra commence alors à changer radicalement de style. Il abandonne le rock 'n' roll chanté en espagnol pour se tourner vers un répertoire plus populaire. C'est ainsi qu'il devient l'un des pionniers de la balada romántica latino-américaine, un dérivé du bolero. Ce genre musical devient par la suite le genre par excellence de la pop latino durant les décennies suivantes. Sandro apporte avec lui ses morceaux et ses rythmes issus du rock 'n' roll. Ce qui rend le genre provocant et par conséquent attirant pour les jeunes, en particulier chez les femmes. Bien que rejeté par le monde du rock durant des années, le rock national revalorisa Sandro et d'autres groupes dans les années 1980. Plusieurs groupes inclurent ses chansons dans leur répertoire, comme Dame Fuego par exemple. Sa célèbre chanson Tengo est classée en 15e, parmi les 100 meilleures chansons de l'histoire du rock argentin par MTV, et le magazine Rolling Stone.

### Influence du rock mexicain et chicano

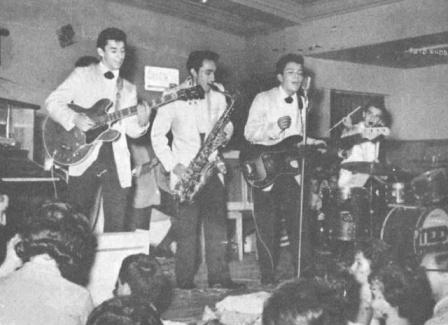
Le groupe mexicain Los Teen Tops, en Argentine en 1962.

Les musiciens mexicains et chicanos de rock de la fin des années 1950, et du début des années 1960 ont particulièrement influencés la naissance du rock argentin. En 1957, Ritchie Valens obtient le premier grand succès mondial d’une chanson en espagnol grâce à La bamba. En parallèle, ds groupes mexicains comme Los Teen Tops, Los Blue Caps et Los Locos del Ritmo réalisent des reprises en espagnoles de chansons d’Elvis Presley, Chuck Berry, Little Richard et Buddy Holly, qui certaines se convertissent en classiques latinos, comme La Plaza et Popotitos.
Pendant ce temps en Argentine, Billy Cafaro et Tony Vilar sortent leurs premiers succès locaux avec un style plus international. Leurs chansons adaptées à la langue locale commencent à se différencier des autres productions argentines. Tony devient le premier argentin à interpréter des rocks lents ou balades slow. Sa chanson la plus importante dans ce genre est le slow rock en castillan Y los cielos lloraron interprétée avec Frankie et son ensemble (pseudonyme de Waldo de Los Ríos). Beaucoup d'artistes de ce temps indiquent que les groupes mexicains ont fortement influencé les groupes de rock argentin, comme Los Gatos et les Ducs en autres. Ainsi que presque tous les groupes des autres pays hispanophone,,.
Litto Nebbia raconte dans son livre Música progresiva argentina, qu’il intègre un groupe en 1961 à Rosario, et qu’à ce moment-là, beaucoup de groupe étaient influencés par le rock mexicain. Les groupes nord-américains étaient la source de la musique et les groupes mexicains ceux qui prenaient le son et l’exportaient vers d’autres pays du monde hispanophone.

### Nueva ola et El Club del Clan
LS10 Radio Libertad, programme au début des années 1960 un programme de radio qui donnera lieu à la nueva ola, un style de pop mélangé avec du twist, du beat et du rock. Ce genre se popularise avec succès en Amérique latine et en Europe à cette période. Le terme vient du nouveau cinéma français, la Nouvelle Vague. Beaucoup des artistes mentionnés auparavant se sont rendus dans cette station de radio. Bien qu’ils ne soient pas très bien payés, la radio leur permet de se faire connaître et ainsi de gagner en popularité, ce qui leur ouvrent les portes des clubs de quartier le week-end. Parmi les artistes qui participent au programme, on peut citer : Johny Tedesco, Lalo Fransen, los Pick Ups, Ricky Montana, Joe Twist, Gasparino - qui par la suite se fait appeler Indio Gasparino, et plus tard Facundo Cabral -, Danny Palma (qui enregistre à l’Odeón Muñeca rota, un succès de Johnny Hallyday en version castillane), Raúl Lavié (qui chante en castillan les succès de Paul Anka), Jolly Land, Los Jets et le duo Los Novarro (d’où surgit quelques années plus tard Chico Novarro).
L’acteur et comique Dino Ramos compose avec Ramón Ortega un rock frénétique. Voyant le succès et le potentiel auprès du jeune public, il convainc les dirigeants de Canal 11 de faire un programme destiné à ce public. C’est ainsi qu'est créé Ritmo y juventud, qui est connu pour tard sous le titre de La Cantina de la guardia nueva. L'émission était diffusée le dimanche entre 19 h 30 et 20 h 30. Le label RCA-Victor finit par mettre la pression sur le programme pour retirer ses artistes. C’est alors que Dino Ramos les remplace par d’autres artistes de la nueva ola comme : Johnny Carel, Jerry y los HI-FI, Pablo Danielo, Ricardo Roda, Jim and Jerry (l’un d'eux était Juan Marcelo), Danny Palma, Chicote López, Los Tammys, Ricky Montana, Beto Espinosa, Roxana, Donald y Juan Ramón (qui chantait ls succès récents sortis en France, en Italie ou aux États-Unis). C'est aussi un acte de résistance à un label international comme RCA-Victor. Par exemple, le label CBS s’appuie sur Sandro et réussit à le promouvoir, en sortant notamment un film, Convención de vagabundos, avec Ubaldo Martínez, dans lequel il montre ses compétences musicales en interprétant en castillan la chanson Rit Up de Little Richard.
L’équatorien Ricardo Mejía révolutionnera la scène musicale des jeunes latino-américains avec une émission de télévision : Commandé par l’équatorien Ricardo Mejía, El Club del Clan. Diffusée le samedi soir à 20 h 30, le programme est composé d’artistes issus de groupes de rock. Chaque protagoniste possédait un pseudonyme et une personnalité marquante. Parmi les artistes qui apparurent dans le programme, on peut citer : Johny Tedesco, Nicky Jones, Lalo Fransen, Raúl Lavié, Chico Novarro, Rocky Pontoni, Galo Cárdenas, Perico Gómez, Horacio Molina, Raúl Cobián sous le pseudonyme de Tanguito (qui n’a rien avoir avec celui qui est aussi connu plus tard sous le pseudonyme de Tanguito, dont le vrai nom est José Alberto Iglesias), Pino Valenti, Palito Ortega, Jolly Land, Violeta Rivas et Cachita Galán. Enfin, le groupe The Reds Caps est soutenu par l’émission. Il s’agit sans doute du premier super groupe qui apparut dans la musique argentine moderne. Il était composé de Johny Tedesco, Lalo Fransen, Nicky Jones et Palito Ortega. L’une des clés du succès de l’émission est aussi sa stratégie de vente. Ses compilations qui sortaient sous forme de LP étaient vendues 160 pesos alors qu’en vérité, leur coût était de 626 pesos. Ainsi, tous les foyers pouvaient se les procurer et ainsi connaître tous les artistes de l’émission.
Du fait du départ de nombreux artistes dans le programme concurrent Sábados continuados diffusé par Canal 9, le programme prend fin. D’autres programmes du même type apparurent mais ils n’atteignirent pas le même niveau de popularité que El Club del Clan. On peut citer l’émission Ritmo y Juventud qui était aidé par la maison de disques Dis-Jockey et où participaient : Chicote López, Chiquita Saldi, Haydée Warren, Eduardo, Ricardo Roda, Chico Miranda, Tony Vilar, Ricky y los Solitarios, Los Wonderfulls, Los Five Rockers, Los Flamantes, The Lonely Boys, Los Jaque Mate, Sósimo y los Demonios, Tony Maara, Juan Ramón (un de ceux qui a excellé, et qui joua dans des films comme El galleguito de la cara sucia). De son côté, CBS promotion une nouvelle étoile pour concurrencer Palito Ortega dans le rôle du garçon normal. Il s’agissait de Leopoldo Dante Tévez, originaire d’Atamisqui, un village de Santiago del Estero. Il était connu sous le pseudonyme de Leo Dan. CBS lançaa aussi d’autres artistes au profil plus humble comme Larry Moreno y Yaco Monti.
Avec le temps, il y a répudiation généralisée du Club del Clan et de tout ce qu’il représentait. Le terme « música complaciente » (musique complaisante) apparait pour définir toute musique popera dépourvue de tout engagement idéologique. Daniel Colao et Rafael Abud analysèrent le phénomène dans la revue Rock Superstar en 1978. Ils attribuent l’humeur insouciante de la nueva ola et du Club del Clan à la bonne situation économique de l’Argentine à l’époque. Certaines personnes malveillantes ont utilisé l’article pour prouver une prétendue complicité entre le système et l’émission de télévision. Pour cela, ils utilisaient certaines citations de l’article mais ils les sortaient complètement de leur contexte. Alors que les auteurs essayaient juste de prouver que les paroles du Club del Clan parlaient seulement de problèmes quotidiens comme le service militaire ou le foyer.
El Club del Clan est aussi critiqué de complaisance envers la dictature du Général Juan Carlos Onganía. L’émission fut accusé de vouloir imposer un mode de vie « soumis » à la jeunesse. Mais cette critique n’est pas fondée car Onganía commença à gouverner en juin 1966, date à laquelle le Club del Clan était déjà dissout. Qui plus est, il est absurde de penser que des chansons comme De qué Me Sirve el Latín de Violeta Rivas étaient des thèmes qui voulaient hébéter la jeunesse, alors qu’il s’agissait d’une reprise de la chanson Che Me Ne Faccio Il Latino ?, un classique italien tiré du répertoire de Gianni Morandi. La musique destinée aux jeunes de l’époque avait l’habitude de critiquer l’école ou du moins de s’y référer de manière humoristique, sans que cela ait suscité des accusations qui y voient des intentions cachées. C’est le cas de School Days de Chuck Berry, Sacré Charlemagne ou Laisse tomber les filles de France Gall, Matemáticas de Los Teen Agers et Banco de Colegio de Los Tammys. Les deux derniers titres sont des chansons de rock en castillan composées par groupes argentins avant 1967.

### Influence des groupes anglais et uruguayens

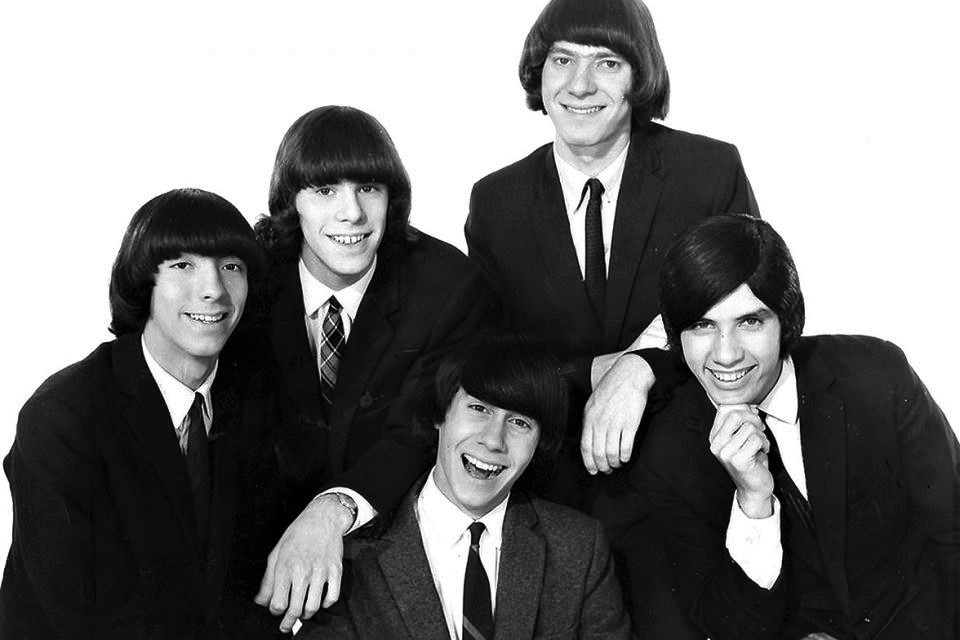
Le groupe uruguayen Los Mockers en 1965. L'un de ceux qui formeront le mouvement Uruguay invasion.

À la fin des années 1950 et au début des années 1960, le groupe uruguayen Los TNT avaient récoltés un grand succès en Argentine. Avec leur style très énergique ils avaient même tenté leur chance en Europe. Ils quittent la scène locale et poursuivent un temps leur carrière en Espagne.
En 1964, comme partout dans le monde, le phénomène The Beatles a une grande répercussion en Argentine. Le rock international réunit une génération (né entre 1945 et 1960) très politisée et très active dans les organisations étudiantes et syndicales, qui commencent à faire face aux dictatures militaires. Les jeunes, et les hommes et femmes de la classe moyenne du pays participent ensemble à des marches pour dénoncer cette situation. Cette génération se retrouve autour de l’identité rock et la révolution sexuelle, qu’ils opposent comme une rupture radicale au tango et aux standards machistes de leurs parents,.
The Beatles commencent à se populariser significativement dans le pays. En plus de leur musique, leur esthétique et leur coiffure provocatrice plaisent énormément aux jeunes. Le label EMI-Odeón dans sa compilation El Monstruo despierta les appellent Los Grillos. Quand, en 1964, Canal 9 annonce leur venue en Argentine, de nombreux jeunes viennent les accueillir à l’aéroport d’Ezeiza, et la retransmission télévisée atteint 63 points de part d’audience. Mais, ce n’est pas The Beatles. Il s’agit en fait de The Beetles, un groupe américain. Malgré cela, le groupe nord-américain déclenche une euphorie majeure, équivalente à celle qu’auraient pu créer John, Paul, George et Ringo. Ils jouent dans différents théâtres ainsi que dans le stade d’Huracán. Comme dans la plupart du monde, The Beatles sont un grand phénomène populaire en Argentine qui finit par s’imposer, et mis de côté des chanteurs tels Paul Anka, Neil Sedaka, Rita Pavone, Edoardo Vianello, Richard Anthony et Trini López.
En 1966, Sam (Santiago Malnati) fréquente La Cueva de Pueyrredon, où il chante toutes les nuits avec Tony Osanah, Billy Bond, Javier Martínez et beaucoup d’autres musiciens de l’époque. Il grave pour le label RCA-Victor un LP avec les chansons Paint in Black et Wild Thing avec son duo Sam and Dan. L'album sort en mars 1966. En juin, il enregistre un second single en espagnol avec les chansons Que culpa tenemos nosotros et Es la lluvia que cae. En décembre, il sortirent leur troisième et dernier disque avec les chansons La nueva generación et Te quise, te quiero y te querré, toutes deux écrites par Sam. Durant les carnavals de 1967, ils réalisent une quarantaine de concerts avec le groupe Los Gatos. Sam continue ensuite comme soliste et chante avec Pappo la chanson Figuración. Il participa aussi au premier festival BA ROCK au Vélodrome de Palermo. En 1970, Sam part travailler comme producteur à l’Odéon Pops d’Argentine. Il produit Trio Galleta, Sociedad Anónima, Sucesso — avec la musique de Sam Se mete se mete- —, Los Bárbaros, Los Blue Caps, Los No, Madera Tallada, The Gipsys, Gamba Trio, Freedom, The Tasaday, et Las Mini Shorts. En 1973, il part s’installer au Brésil où il produit Gretchen, Domino, Nahim, Lady Lu, Black Juniors, et d’autres artistes.
En Argentine, la British Invasion (avec des groupes comme The Beatles et The Rolling Stones, qui influencent toujours les groupes argentins) est aussi influente que la vague du rock classique nord-américain, tant pour le goût des jeunes pour le rock international que pour l’émergence du merseybeat argentin en castillan,,,,.
Mais c'est surtout la Uruguay invasion entre 1964 et 1965 qui contribue de manière décisive au développement de la musique beat en Argentine. Inspiré du nouveau rock britannique, de nombreux jeunes musiciens uruguayens commencent à imiter ces sons. Trois groupes : Los Shakers, Los Mockers et Kano y Los Buldogs commencent à imiter le style des Beatles et des Rolling Stones. Ils chanent en anglais et viennent jouer à Buenos Aires.
Au milieu des années 1960 et au plus fort de la British Invasion les groupes de beat uruguayens atteignirent une certaine popularité en Amérique du Sud. parmi tous ces groupes, Los Shakers se distinguent. Il s’agit d’un groupe de beat qui s’inspirait ouvertement des Beatles. Mais, ils avaient tout de même leur propre style, une qualité musicale remarquable dans leur performances et une certaine originalité dans de nombreuses compositions. Le groupe commence à apparaître en direct dans de nombreuses émissions de télévision en Uruguay, en Argentine et dans d’autres pays d’Amérique du Sud. Mais, du fait qu’ils ne voulaient pas chanter plus en espagnol, leur popularité diminua.

### Musique beat en anglais et en espagnol
À la fin des années 1960, la musique beat apparait en Argentine. Elle fut jouée par de nombreux groupes qui certains interprétaient les chansons en anglais et les autres en castillan. Los Gatos et Almendra sont quelques-uns des groupes les plus populaires de ce mouvement. Le genre trouvait ses racines en partie dans le vieux rock 'n' roll. Luis Alberto Spinetta fait ses premiers pas avec son groupe The Hammers, un ensemble similaire à Los Teen Tops, qui s’habillaient comme les protagonistes de la série télévisée Mike Hammer. De la même manière, le groupe Los Wild Cats se forment en 1963 à Rosario. Largement influencé par Elvis Presley, leur chanteur dut abandonner le groupe en 1964 pour aller effectuer son service militaire. Il fut remplacer par Litto Nebbia qui avait alors à peine 15 ans. Malgré son jeune âge, Litto Nebbia était un compositeur et avec son incorporation, le groupe changea de nom pour se faire appeler Los Gatos Salvajes.
Vers 1965, le rock connait un développement rapide en Argentine avec l’apparition de nombreux groupes tels que The Seasons avec Carlos Mellino et Alejandro Medina, Los Vip’s de Charly Leroy, Los In de Francis Smith et Amadeo Álvarez, Sam and Dan, Los Bestias (antécédent de Los Blue Men), Los Bishops, Los Jerks, Los Knacks, Los Interrogantes, Telmo y Los Stones, Los Comanches, le Cuarteto Sir John, Billy Bond y el Lew Cuarteto, Los Larkins et beaucoup d’autres qui se produisaient dans le programme de télévision La Escala Musical, émission concurrente du Club del Clan. Sam and Dan et Billy Bond chantaient en castillan, et parfois en anglais. Les autres groupes chantaient leurs propres compositions, mais le plus souvent en anglais. La Beatlemania a entrainé une augmentation du nombre de groupes chantant leur propre composition en anglais. Ceux-ci étaient pratiquement inexistants jusqu’à 1964.
Los Gatos Salvajes font aussi partie de cette génération. Ils atteignent une certaine notoriété grâce à la promotion de leur label Music Hall, qui leur fournissait une aide économique et logistique qui leur permettra d’être programmé dans de nombreuses émissions et à divers concerts. En 1965, ils gravent leur premier album. Les chansons sont fortement influencées par les groupes de rock des années 1960 comme The Rolling Stones et The Kinks. L’album comprend la chanson Bajo la rambla, une version de Under the Boardwalk du groupe The Drifters, qui est un succès de la musique mainstream argentine de l’époque. L’album était composé de neuf chansons originales chantées en castillan et de une en anglais. Mais, c'est surtout de la scène underground de Buenos Aires d’où surgissent les pièces fondamentales du rock argentin des fins des années 1960. Un petit groupe de rockeurs commencent à se réunir. Ces groupes avaient leur épicentre dans un triangle formé par un petit local appelé La Cueva, l'Instituto Di Tella (au 900 de la calle Florida) et la Plaza Francia. C’est dans ce petit noyau que se rencontrèrent les jeunes musiciens qui allaient devenir célèbre par la suite. Partis eux, on peut citer les rosarionos Litto Nebbia et Ciro Fogliatta, les uruguayens Hugo Fattoruso et son frère Osvaldo, les porteños Mauricio Birabent (connu plus tard sous le pseudonyme de Moris), Pajarito Zaguri, Javier Martínez, Francis Smith, Claudio Gabis, Pappo Napolitano, Carlos Mellino, Alejandro Medina et les Buenos-airiens Miguel Abuelo et Tanguito entre autres.
Ces musiciens sont fortement influencés par les musiques modernes internationales, comme le merseybeat britannique. Ils étaient des adeptes de groupes comme The Beatles, The Rolling Stones, Bob Dylan, Joan Báez, Jimi Hendrix, Crosby, Stills, Nash and Young et Frank Zappa.
Los Beatniks, groupe formé par Moris, Pajarito Zaguri et Javier Martinez (des noms importants pour le rock argentin), enregistrent quelques-unes des premières chansons de beat en espagnol, avec une thématique de protestation. Ils se forment à Villa Gesell, une plage de la côte atlantique. En 1966, il enregistrent le single Rebelde. Chanson considérée à tort comme la première chanson de rock argentin. Car, comme vu précédemment, le rock en castillan existait depuis 1956. Ce single n’a pas une grande répercussion. À peine 200 exemplaires sont vendus.

### Seconde étape (1967–1976)
À la suite du succès de la chanson La balsa du groupe Los Gatos, le rock attire plus d’adeptes ce qui prouve que le merseybeat chanté en espagnol pouvait être un énorme succès. Il est cependant bon de rappeler que le rock argentin chanté en espagnol existait depuis la fin des années 1950. Il se forme alors la trilogie fondamentale du rock argentin de la fin des années 1960 : Los Gatos, Almendra et Manal. Chacun possédait son propre style, mais ce qu’ils faisaient était clairement différent de ce qui avait été entendu jusqu’alors dans le genre. En parallèle de ces groupes influencés par la musique psychédélique et la contreculture des années 1960, les premiers médias dédiés au Rock national apparurent : des magazines, des émissions de radio, des festivals et des films centrés sur ce phénomène.
Mais rapidement, les groupes de la trilogie se séparèrent et les membres formèrent de nouveaux groupes. Cela amena une évolution artistique et la naissance de groupe comme : Pescado Rabioso, Vox Dei et Aquelarre. De même, des styles qui allaient marqués l’époque apparurent : le rock ‘’lourd’’ et l’acoustique. Et durant les années 1970, les artistes commencèrent à expérimenter des fusions avec le folklore, le blues, le tango et la chanson de protestation entre autres.

### SingleLa balsa

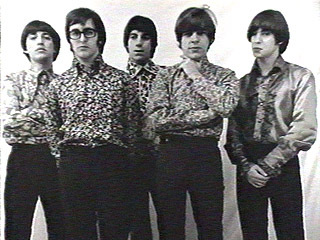
Los Gatos en 1967 (de gauche à droite) : Ciro Fogliatta (claviers), Kay Galiffi (guitare), Oscar Moro (batterie), Litto Nebbia (chant, harmonica et tambourin) y Alfredo Toth (basse).

Une ambiance bohème et intellectuelle commence à se créer au sein du triangle formé par La Cueva, La Perla et l’Instituto Di Tella. En parallèle, les idées de la contreculture apparaissaient. Les artistes en débattaient et l’exprimaient à travers la musique, le théâtre, le journalisme, la littérature ou la peinture. L’importance qu’eu ce noyau dans la pensée et l’art dans l’histoire de la musique argentine est incommensurable.
Los Gatos vivaient dans un hôtel situé à 50 mètres de la Perla del Once. Ils avaient alors beaucoup de dettes envers l’hôtel. C’est pourquoi en 1967, durant les carnavals, Sam et Los Gatos arrivèrent à un accord. Ciro Fogliatta rejoint Sam and Dan pour jouer avec eux. Ils allaient diviser tout ce que Sam and Dan allaient gagner durant les festivités. Ils firent alors 40 concerts à Buenos Aires, et servent jusqu’à la sortie de La Balsa. Après ces concerts, Sam and Dan se séparent Dan partit travailler avec Ricardo Kleinman, alors que Sam resta chez RCA. Le groupe Los Gatos jouait alors ses propres compositions, qui n’était en rien basés sur des modèles étrangers. Après avoir joué à La Cueva pendant de nombreux mois, le label RCA lance le 3 juillet 1967, un single du groupe sur lequel apparaissait la chanson La balsa. Cette chanson, qui avait été composé par Litto Nebbia et Tanguito, apparaissait sur la face A. Sur la face B est gravé la chanson Ayer nomás, composée par Pipo Lernoud et Moris. Le single eu un succès retentissant. Près de 250 000 exemplaires sont vendus.

### Premiers festivals de rock

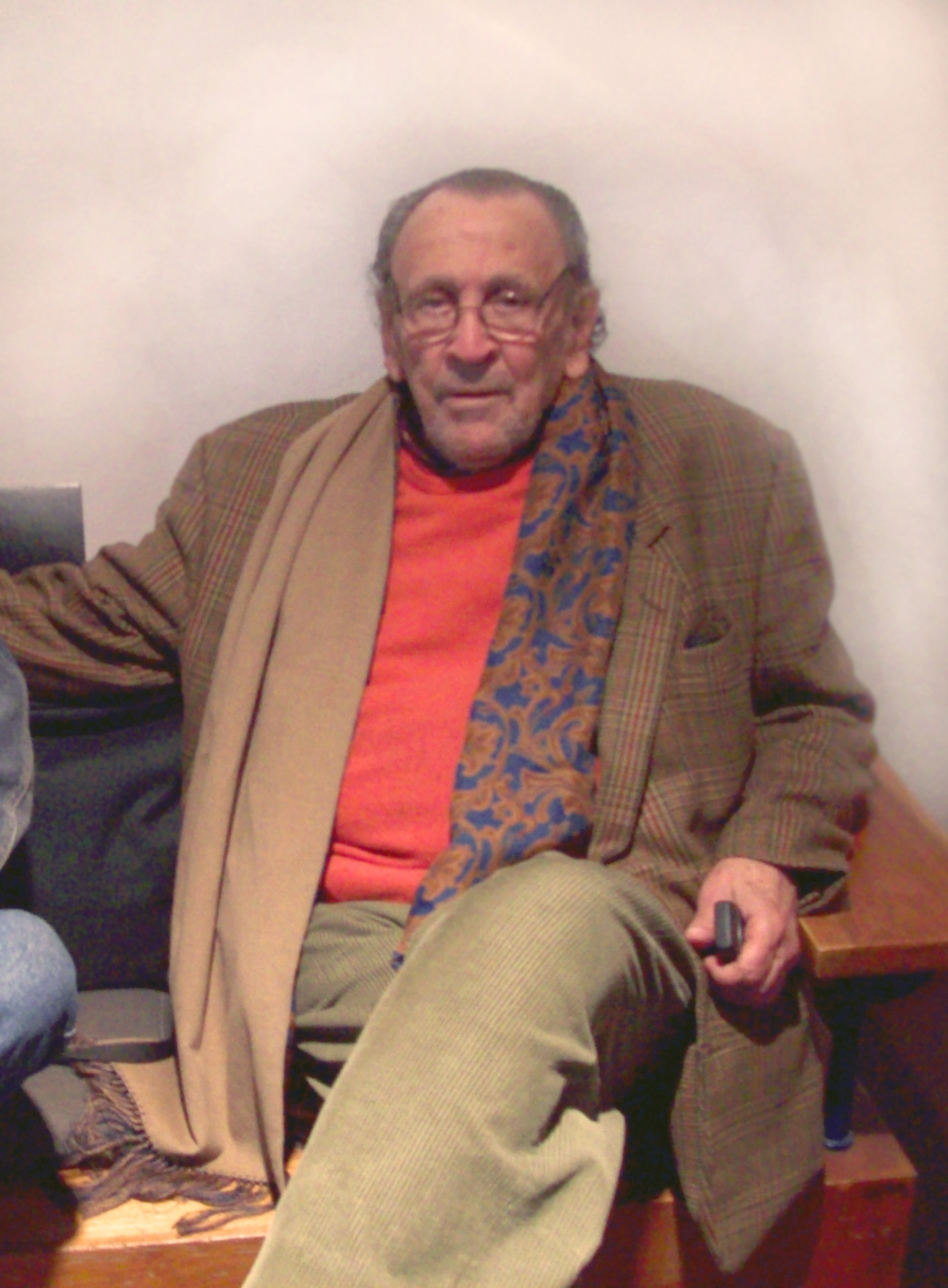
Jorge Álvarez fut le producteur argentin le plus important de la fin des années 1960. Avec Pedro Pujó, Rafael López Sánchez et Javier Arroyuelo, ils fondent le label indépendant Mandioca. Plus tard, il dirige Talent, un label étiqueté rock qui appartenait au label national Microfón,,.

Le succès de la musique beat chez la jeunesse est fondamental. Cela permet au label CBS, le principal promoteur de ce genre, de s’imposer face à sa rivale RCA, qui dominait jusqu’alors l’industrie de la musique en Argentine. De là nait une contre-culture dont la révolution était le mot d’ordre, ce qui était en opposition avec la société de l’époque. La Joven Guardia promeut ce genre musical avec le film El Extraño de pelo largo, dans lequel joue Litto Nebbia. De la même manière, La Extraña de las botas rosas eu une grande répercussion. La chanson est utilisée par l’entreprise Coca-cola dans le cadre d’une pub qui est tournée à la République des Enfants. De par leur originalité, le nom des groupes attiraient aussi l’attention : Los In, Carlos Bisso, Conexión no 5 (qui chantaient en anglais), Pintura Fresca, Los Walkers, Trocha Angosta, Los Tíos Queridos, Los Banana, Piel Tierna, Kano et Los Bull Dogs. Le groupe uruguayen Los Iracundos faisait aussi partit du genre, ainsi que Los Pick Ups qui s’étaient formés au début des années 1960 et qui s’étaient adaptés au nouveau style.
À partir de là, les principaux médias commencent à diffuser cette nouvelle musique beat. L’émission radio Modart en la noche animée par Pedro Aníbal Mansilla, ainsi que l’émission Música con Thompson y Williams les diffusent. La télévision diffuse aussi le genre avec les émissions Sótano Beat, Alta tensión et Música en libertad. La musique beat était aussi utilisée dans les publicités. La chanson Verano naranja de Donald est utilisée pour la marque d’eau gazeuse Crush. Une autre de ses chansons, Tiritando, est utilisée par une marque de cigarette. À ce moment-là, il n’y avait pas de distinctions entre les groupes qui avaient une thématique idéologique et ceux qui n’en avaient pas. Alors que Donald, Tormenta, Juan y Juan, Sabú, Heleno, Raúl Padovani, Silvestre, Quique Villanueva et Cacho Castaña appartenaient à une vague plus commerciale, Arco Iris, Piero, Pedro et Pablo faisaient une musique plus engagée sur le plan idéologique. Ils s’ajoutent à un nouveau courant qui possédaient ses propres revues : JV, Baño, Pinap, Cronopios, La bella gente et Pelo.
C’est en 1968 que se forme le premier label discographique indépendant du pays : Mandioca. Leur slogan est le suivant : « la mère de tous les enfants ». Parmi ses créateurs, on retrouve : Jorge Álvarez, Pedro Pujó, Javier Arroyuelo et Rafael López Sánchez. L’entreprise est créée afin de tenter de mettre fin à la domination du marché musical par les grands labels. Jorge Álvarez était le dénicheur de talents principal. Il découvre des musiciens et des groupes tels : Manal, Vox Dei, Almendra, Tanguito, Sui Generis (sous les conseils de Claudio Gabis), Pappo's Blues, Miguel Abuelo et Moris,.
Peu après la fermeture de la maison de disques Mandioca, Jorge Álvarez fonda une filiale de Microfón, appelé Talent (ou parfois Talent Microfón). Cette société sortit le double album de compilation du groupe Manal, le premier album de David Lebón, Pequeñas anécdotas sobre las instituciones de Sui Generis ou encore les quatre premiers albums de Invisible.

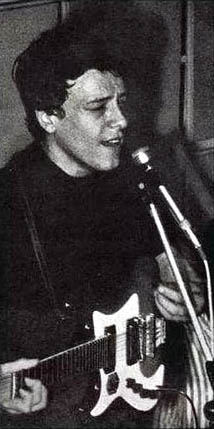
Moris en 1970, interprétant la chanson El oso en live.

L’année suivante est publié le premier numéro de la revue de rock Pinap. En 1969, quatre grands festivals de musique beat ont lieu : June Sunday, Festival Nacional de Música Beat, Festival Pin Up et Festival de Música Joven. Durant cette période se forme le groupe Almendra. Il compte dans ses rangs Luis Alberto Spinetta (chant, guitare), Edelmiro Molinari (chant, guitare), Emilio del Guercio (chant, basse) y Rodolfo García (chant, batterie). C’est aussi l’époque où se forme le groupe Manal. Ce groupe, largement influencé par la musique afro-américaine, est considéré come le premier groupe de blues chantant en castillan. Il était composé de Javier Martínez (batterie et chant), Claudio Gabis (guitare, piano, harmonica) et Alejandro Medina (basse et chant). Avec Los Gatos, ces trois groupes sont considérés comme la trilogie fondamentale du rock argentin de la fin des années 1960. Cependant, aucun des trois n’eut une histoire très longue. Les trois groupes se séparèrent au début des années 1970.
En 1969, le groupe Manal compose la bande originale pour le film Tiro de gracia. Ce film, outre le fait d’être un documentaire très précoce sur le mouvement rock en argentine, est aussi le premier où la bande son est composée par un groupe de rock argentin. La vague de musique beat dite commerciale continua jusqu’à l’année 1973, car le directeur de la maison de disques CBS, Francis Smith voulait en finir avec la musique commerciale. Son label représentait des groupes et des artistes comme : Los Náufragos, Safari, Industria Nacional, et une série plus mélodique avec Leonardo Favio, Sergio Denis, Salako, et Sandro.
À la suite de la controverse de la loi des 75 %, qui devait être promulgué en Argentine et qui nuirait au rock national, Palito Ortega déclare que : son grand mécontentement actuel était dû à la fameuse loi « des 75 % », dans la mesure où elle déclarait rock la musique étrangère. « Avant de marginaliser de cette façon » déclara Palito, « nous devrions suivre l’exemple beaucoup plus cohérent du Brésil : tous les investissements réalisés pour enregistrer de la musique nationale sont déductibles des revenus ». Sur les 700 millions de pesos que SADAIC a facturé en 1972 pour éditer des chansons nationales, le pourcentage le plus élevée n’était pas destinée au tango ou au folk, mais, du fait de la nouvelle loi à de la musique étrangère.

### Manal et blues en espagnol

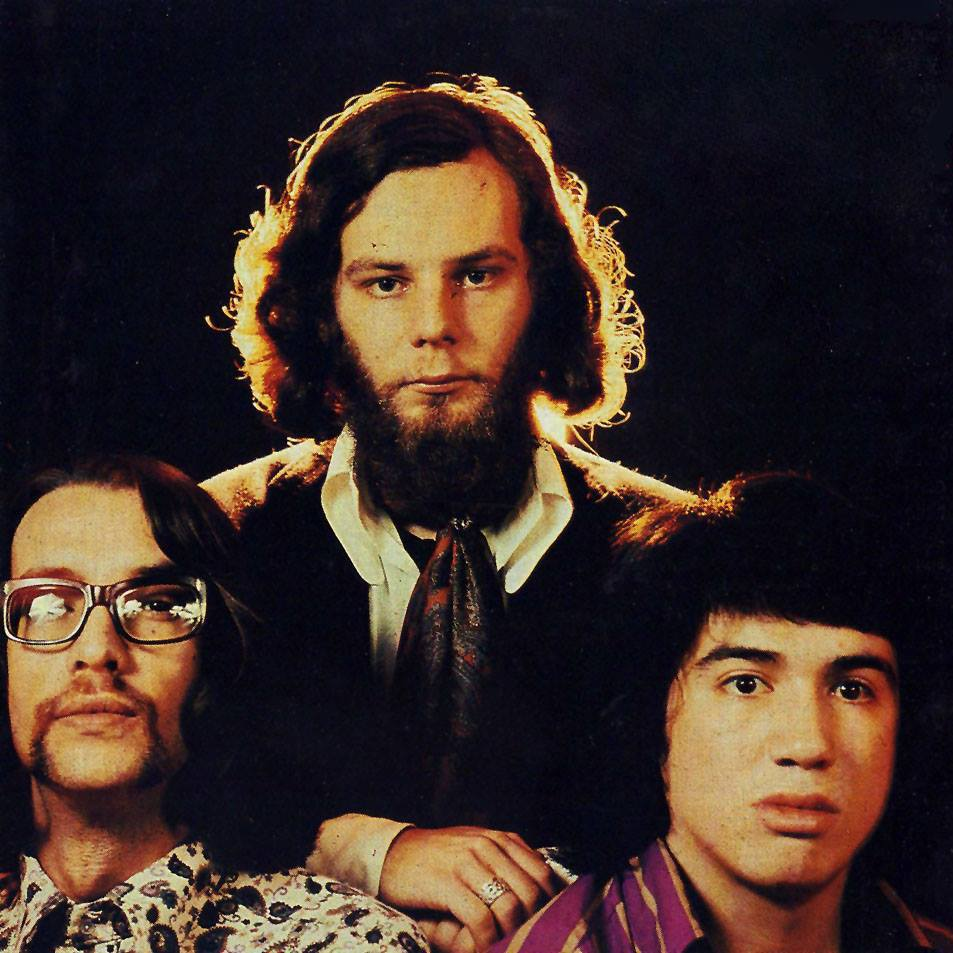
Le trio Manal, précurseur du blues en castillan et du Hard rock : Claudio Gabis (en haut) avec Javier Martínez et Alejandro Medina (en bas), photo datant vers 1970.

Manal entre en contact avec Jorge Álvarez (un entrepreneur qui avait eu un grand succès dans le secteur de l’édition), lors d’une fête organisée dans la maison de Pire Lugones (dont les enfants étaient amis amis aves les musiciens). C'est durant cette fête que Claudio Gabis montra à Javier Martínez un brouillons avec quelques idées pour composer les paroles d’une future chanson, et une base musicale qu’il avait préparé. Martínez finit de composer la chanson en moins d’une heure. Il s’agit de la chanson Avellaneda Blues. Le groupe la chanta à Álvarez. Il est impressionné et convaincu qu’il fallait produire ce groupe.
Álvarez se souvient de ce moment : « Je les connus lors d’une fête d’anniversaire, comme des gars, pas comme des musiciens. Un mois plus tard, Pedro (Pujó) m’emmena à la maison d’Alejandro Medina, où le trio répétait. En les entendant, je tomba raide mort, la manière dont ils jouaient était vraiment spectaculaire. Je leur demanda ce qu’ils pensaient faire, et ils me répondirent qu’ils ne voulaient pas entrer dans l’engrenage commercial, que c’était de la merde, qu’ils voulaient faire les choses avec liberté et tous ça [...] Nous enregistrâmes le premier single dans le studio TNT et je parti avec les bandes à CBS. Je les fit écouter à John Lear, le président, et il me dit que cela ne servait à rien, que c’était une grossière imitation de ce qui se faisait aux États-Unis et que cela ne se vendrait jamais en Argentine, que ça ne l’intéressait pas. »
À la suite de l’échec de CBS, Álvarez en compagnie de Pedro Pujó, Rafael López Sánchez et Javier Arroyuelo fondèale label Mandioca en 1968, avec le slogan la madre de los chicos (« la mère des enfants »), le premier label de rock argentin. C’était une alternative pour les groupes de rock naissant qui étaient marginalisés par les grandes maisons de disque. L’idée d’Álvarez était qu’en plus de pouvoir enregistrer leur travail en toute liberté, les groupes pouvaient jouer dans des théâtres, car à cette époque, les concerts de rock argentin n’existaient pas, les groupes jouaient uniquement dans des clubs pour que le public puisse danser.

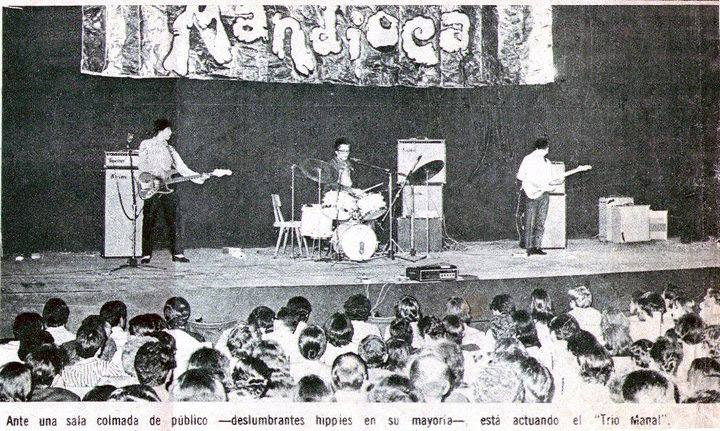
Le 12 novembre 1968, jour du lancement du label Mandioca et début de Manal dans le Théâtre Apolo de l’Avenue Corrientes.

À la fin de l’année 1968, Mandioca sort son premier travail sur le marché. Il s’agissait du premier album de Manal : Qué pena me das avec la chanson Para ser un hombre más sur la face B, qui avait été enregistré en octobre de cette même année. Il s’agissait d’un son étrange pour l’époque, car les chansons dépassaient largement la limite de trois minutes imposées par les radios, et la pochette qui contenait le disque était l’œuvre du dessinateur Daniel Malgarejo. Mais, ce premier disque reçoit un accueil sceptique de la part des médias. Il se diffuse peu et la presse critiqua surtout l’utilisation du castillan dans les paroles. Dans son second single publiée au milieu de l’année 1969, No pibe avec Necesito un amor, le groupe interprète des chansons avec un son plus raffiné et blues. Ce qui témoigne d’une évidente évolution technique et de style dans son interprétation.
Les sessions d’enregistrement pour Manal, le premier album studio du groupe, commencent au milieu de l’année 1969. Ces sessions se prolongèrent jusqu’aux premiers mois de 1970. Neuf chansons sont enregistrées. Deux sont cependant écartées avant d’être inclus dans le double album, lui aussi dénommé Manal, sortit en 1973 par le label Talent. L’album reçoit des critiques élogieuses, et il devient l’un des albums fondateurs du rock argentin de la fin des années 1960. Qui plus est, il s’agissait du premier album blues chanté en castillan au monde. Malgré les premières critiques, le groupe rompt avec l’idée selon laquelle il n’était pas possible de composer du blues en castillan,. Une enquête réalisée par la revue Rolling Stone place l’album Manal troisième dans sa liste des « 100 meilleurs disques du rock argentin »,.
Voici comment la revue naissante Pelo dans son premier numéro synthétisa ce moment de la musique argentine : « Cette année, après tant d’années de confusions et de musique complaisante, semble être l’année définitive pour que se produise la décantation nécessaire de la musique populaire argentine. L’étape parait s’initier avec l’apparition de trois LP : celui de Los Gatos, celui d’Almandra et celui de Manal, trois éléments clefs pour prévoir la future musique nationale. À cela s’ajoute la renaissance du groupe Piel TIerna, avec un son simple mais bon, Arco Iris, durant le festival qui a eu lieu à Mar del Plata. Peut être que toutes ces lignes sont prémonitoires d’une musique populaire plus honnête, malgré la commercialisation inévitable ; mais réalisé avec plus de sérieux et d’étude, et intégré à la vraie Argentine. »

### Séparation de Los Gatos, Almendra et Manal

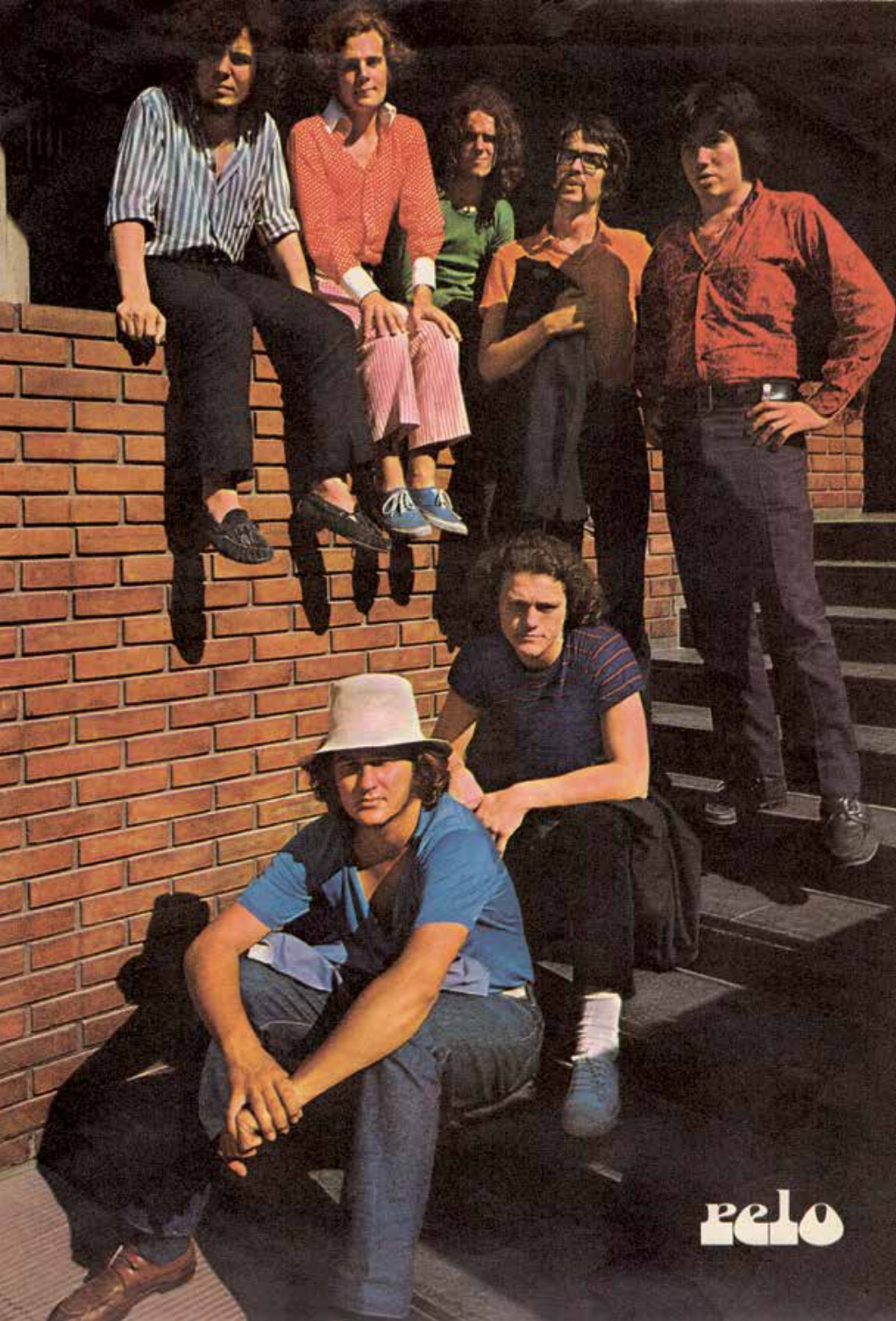
Almendra et Manal sur une affiche du magazine Pelo, 1970. Le succès de Los Gatos en 1967 donne lieu à l’apparition de ces deux groupes qui commencent à jouer en 1970. D’essence, portègne, ces groupes synthétisaient deux aspects de Buenos Aires : la sophistication et le tango. Les fans créent une réalité entre les deux groupes comme celle qui pouvait existé entre The Beatles et The Rolling Stones.

Après la séparation d’Almendra en 1970, Spinetta forme le quatuor Pescado Rabioso, et Edelmiro Molinari le trio Color Humano (les deux groupes interprétaient un hard rock d’inspiration hippie), et Rodolfo García et Emilio del Guercio le groupe Aquelarre, dont l’esthétique musicale tendait déjà à la fusion progressive.
Au début des années 1970, le groupe Vox Dei, de Quilmes, se met en évidence. Il est formé de Ricardo Soulé (chant, guitare y violon), Willy Quiroga (basse et chant), Rubén Basoalto (batterie) y Carlos Godoy (guitare et chant). Avec un mélange de hard rock et de mélodies subtiles, ce groupe élargit le spectre musical du mouvement rock et amène un nouveau public issu de la banlieue entourant la capitale argentine. Leur album La Biblia est l'un des travaux discographiques les plus ambitieux de l’époque et un des succès les plus reconnus de la décennie. Pour sa part, le trio La Cofradía de la Flor Solar surgit de la communauté homonyme, situé dans la ville de La Plata depuis 1967. Le groupe était composé à la base de Kubero Díaz (guitare et chant), Morci Requena (basse et chœur) et « Manija » Paz (batterie). Ils sortent l’œuvre la plus remarquable de l’esthétique psychédélique argentine, en enregistrant un seul album - aussi produit par le label Mandioca - dans laquelle collaborait entre autres, le guitariste Skay Beilinson, futur membre de Patricio Rey y sus Redonditos de Ricotaen.
Cette première scène du rock argentin se caractérisait par une grande quantité de changements au sein des formations des groupes. Les groupes échangeaient des membres entre eux, ou des membres de différents groupes formaient de nouvelles bandes. Durant les années 1970 se produit un changement de génération. Les nouvelles formations de rock diversifient encore plus le genre, en prenant une indépendance de plus en plus créative vis-à-vis du rock nord-américain et britannique.

### Hard rock et rock acoustique

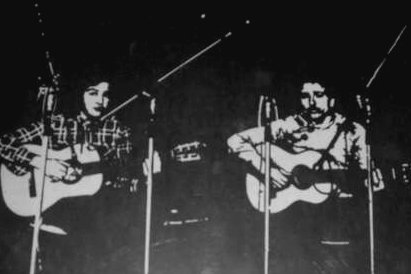
Vivencia en 1975, duo de folk des années 1970.

Au début des années 1970, quelques groupes commencent à jouer du rock plus lourd, alors que dans le monde apparaissait le heavy metal. Parmi ces groupes, il y a Pescado Rabioso, Vox Dei, Pappo's Blues et Billy Bond y la Pesada del rock and Roll. De tous, Pappo's Blues est l’un des plus transcendants. Le groupe obtint une vraie reconnaissance à l’étranger quand Pappo joue au Madison Square Garden avec B.B. King dans la ville de New York.
Avec l’apparition du hard rock apparut une des premières sous-cultures urbaines d’Argentine, Los firestones. Ils doivent leur nom à une affiche publicitaire de la compagnie Firestone qui était située dans la ville de Llvallol. Elle était formée par les fans de groupe comme : Pappo's Blues, La Pesada del Rock and Roll, Vox Dei et Orions. Ils aiment avoir une attitude rebelle, anti-hippies, faire de la moto, des courses de voiture… Cette sous-culture urbaine est un antécédent de ce qui est connu quelques décennies plus tard sous le nom de rolingas, une autre sous-culture,,,,,,,,,,,,,.
En parallèle, le premier festival B.A. Rock compte de nombreux artistes et groupes qui commencèrent le mouvement de rock acoustique : Gustavo Santaolalla forma Arco Iris ; León Gieco combinait le rock et le folk ; Sui Generis et le commencement de la carrière musicale de Charly García ; Raúl Porchetto et Pedro y Pablo, entre autres. Ces groupes ne se sont pas seulement tournés vers le folk argentin pour trouver de l’inspiration, ils regardèrent aussi vers d’autres sons latino-américains. Au B.A. Rock, San et son groupe étaient composé de Hector Starc, Nacho Smilari, Geraldo Bass, Black Amaya et de Sam au chant. La prolifération de ces groupes et l’accroissement de leur popularité, auxquels s’ajoutait l’apparition du mouvement hippie au début des années 1970 an Argentine, amènent à l'acusticazo sorti en 1972. Cette même année meurt Tanguito, écrasé par un train. Le film Tango feroz: la leyenda de Tanguito s’inspire de sa vie. Mais, il est critiqué par de nombreux témoins et spécialistes, qui affirmaient que la personnalité du personnage principal n’avait pas beaucoup à voir avec celle du personnage original. Toujours en 1972, une cage de violence se produit dans quelques concerts. Ce fut le cas au Luna Park en octobre, quand la police fait une irruption à un concert. Billy Bond commenta ces faits : « C’était des moments de répressions, c’était des moments où le système mettait beaucoup de pression, c’était une chose très lourde, le rock 'n' roll, était une chose absolument marginal, c’était une chose d’un autre monde et ils nous traitaient comme des guerrilleros », explique Billy Bond.
Le 20 octobre 1972, La Pesada participe à un festival complètement raté autour duquel les installations du stade Luna Park furent endommagées, du fait des affrontements entre la police et le public. Les incidents commencent avant le concert et se déchaînent quand La Pesada, groupe qui accepte de jouer dans ces conditions, commence son concert. Par la suite, certains médias attribuent ce désordre à la conduite de Billy Bond dans le stade. Dans un article publié le 21 janvier 2006 dans Clarín, le guitariste du groupe, Claudio Gabis, qui était là au moment des faits décrit ainsi les faits : « Notre agonie, celle de la Pesada, a commencé cette soi-disant nuit au Luna Park, quand les mecs, provoqués par les forces de l’ordre et les voyous de Lectoure, ont dévasté les installations du stade. Hors contexte, la fameuse phrase de Billy « cassez tout » peut sembler être une malheureuse provocation, mais dans son contexte, Billy - et nous - pouvions voir comment toute la foule qui était là s’affrontait irrationnellement et qu’il n’y avait rien à faire avec elle. Ils étaient complètement fous, ils étaient très mauvais ! Ce qui Billy cria désespérément quand il vit que la violence et la stupidité étaient irrépressibles, fut quelque chose comme cela : D’accord, idiots ! Si vous êtes tous si fous et stupides, alors cassez tout ! Inutile de dire… Comme cela a malheureusement été prouvé peu après, il y avait beaucoup de fous, trop d’imbéciles, et tout a été cassé... »
De nombreux groupes de rock acoustique gagnent en popularité, comme Vivencia, Pastoral et Alma y Vida. Au cours des années 1970, le rock acoustique continue à être l’un des styles musicaux les plus populaires du pays. Pour la première fois dans son histoire, le rock argentin commence à apparaitre hors du pays, alors que Sui Generis et Pastoral gagnent une certaine popularité dans d’autres pays d’Amérique latine. Le second groupe édite un EP au Japon. En 1972 apparait Orion's Beethoven avec son premier groupe Superángel, un groupe de rock et de blues progressif avec à sa tête les frères Ronán et Adrián Bar qui ont leur moment de gloire huit ans plus tard avec leur unique succès Toda la noche hasta que salga el sol. En 1973 sort le premier documentaire dédié au genre musical : Rock hasta que se ponga el sol.
Sui Generis (formé par Charly García et Nito Mestre) fait une transition musicale d’un rock classique et acoustique à un son plus électrique et viscéral. Parallèlement, la scène underground argentine avait de nouveaux groupes avec un son différent du rock acoustique et du hard rock. Ils étaient influencés par un son acoustique plus expérimental, le tango et le rock progressif anglais. Le rock progressif argentin atteint son apogée de popularité en 1975. Cette même année, Charly García et Nito Mestre décident de mettre fin à Sin Generis. Ils donnent deux concerts connus comme Adiós sui generis au Luna Park le 5 septembre 1975. Dans un premier temps, les 11 000 places disponibles pour le concert s’étaient écoulées en deux semaines,. C’est pourquoi le groupe décide de faire un second concert. Un film en couleur portant le même nom que leur concert d’adieu est tourné. Sur le film apparaissent quelques chansons inédites comme Bubulina, Nena et El blues del levante. Le film est interdit aux mineurs, paradoxalement, les membres du groupe ne pouvaient pas le voir.
Les concerts de Sui Generis sont le point final de la tendance au format acoustique qui prédominait sur la scène rock. Le rock acoustique décline, et les groupes disparaissent ou changent de son, ceux qui conservent leur style en popularité. À partir de 1976, le rock argentin passe à une étape de majeure sophistication, avec plus d’expérimentation et une musique plus conceptuelle. Cependant, quelques groupes acoustiques comme Pastoral, Nito Mestre et Los Desconocidos de Siempre continuaient à avoir un certain succès. Peu après la séparation de Sui Generis a lieu le coup d'État du 24 mars 1976. Cet évènement initie une dictature militaire qui allait complètement changer la vie des Argentins, et par conséquent, le rock national.

## Politique

### Dictature militaire et censure (1976–1982)

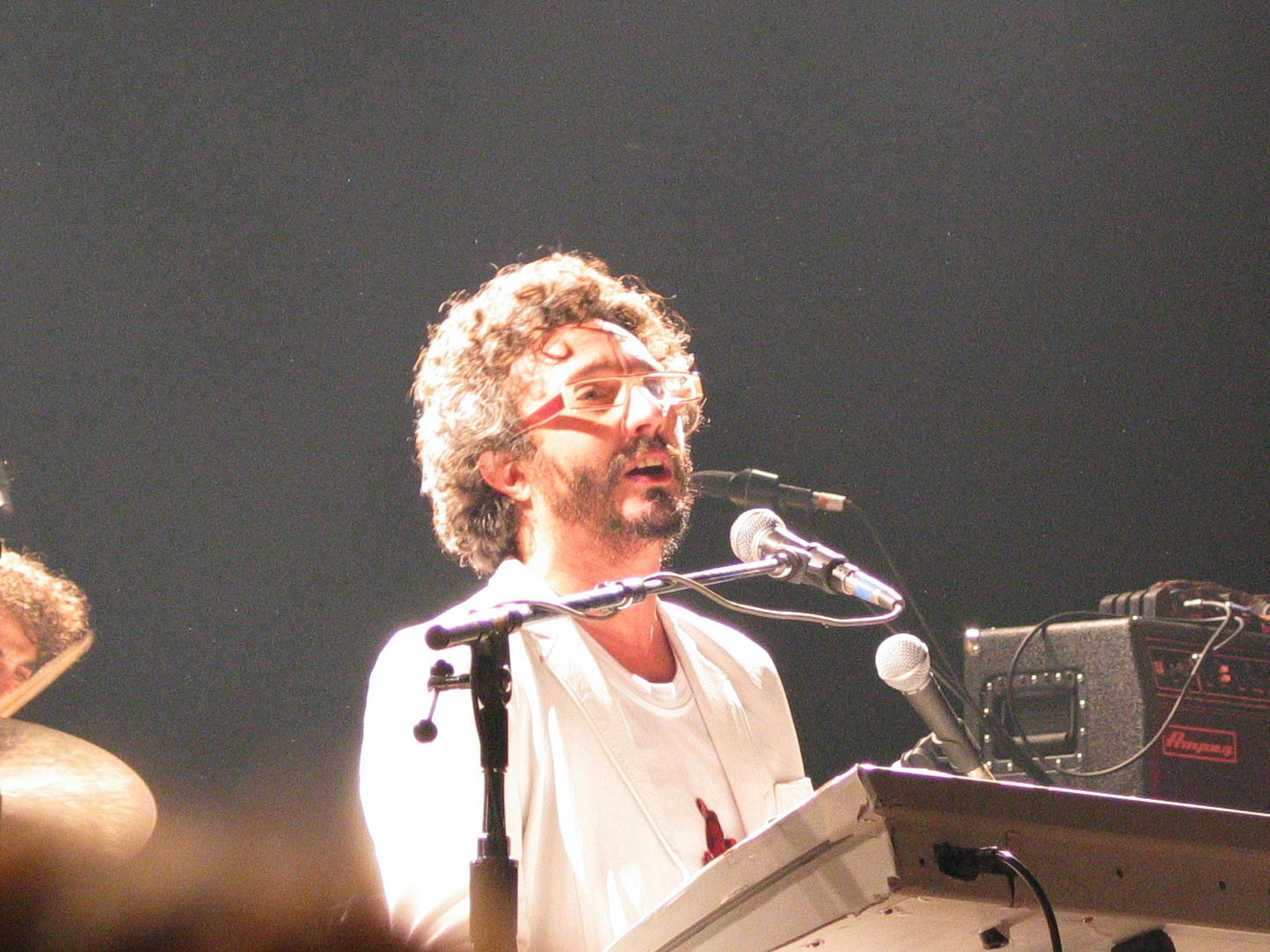
Fito Páez.

Le 24 mars 1976, le gouvernement démocratique d’Isabel Martínez de Perón est renversé par un coup d’État miliaire, ouvrant ainsi une des périodes les plus obscures de l’histoire argentine. Cette période est marquée par la censure, la répression et les disparitions forcées d’individus. Tout comme l’ensemble de la société, le rock argentin va souffrir durant cette période de forte censure. Le rock était vu comme quelque chose de subversif par les militaires. Dans un discours de 1976, l’amiral Emilio Eduardo Massera dénonce les musiciens de rock et leurs fanatiques comme des personnes potentiellement subversives. Avant la fin de la décennie, l’underground se popularise sur la scène rock. De nombreux musiciens et groupes argentins quittent le pays pour aller s’installer aux États-Unis, et surtout, en Europe - spécialement en Espagne - où leurs héritages influe sur le devenir de la scène rock espagnole,,,.
Parmi les musiciens qui s’exilèrent, on retrouve : Moris, Aquelarre, Crucis, Edelmiro Molinari, Gabriela, Gustavo Santaolalla, Arco Iris, Tomás Gubitsch, Miguel Cantilo et Roque Narvaja, ainsi que le producteur Jorge Álvarez. Avant la fin des années 1970, le rock devient underground. Pipo Lernoud lance avec des amis une revue, El Expreso Imaginario, qui passe à travers le crible de la censure et est publiée jusqu'en 1982. Cependant, il réapparaît assez rapidement. Ainsi en 1980 un concert de Serú Girán attire plus de 60 000 personnes, chantant le slogan provocateur no se banca más (« on ne le supporte plus »).
En réponse, les autorités décident de lancer leur propres concerts et médias de musique dans l’espoir de neutraliser la menace. Néanmoins dès 1982, il semble clair que leurs efforts vont échouer. Ainsi cette même année, sortent des chansons très critiques comme Tiempos Dificiles de Fito Páez, Maribel se durmió de Luis Alberto Spinetta, Sólo le pido a Dios de León Gieco et le classique Los dinosaurios de Charly García.

### Transition démocratique
Avec la transition démocratique, le rock devient plus léger, avec une approche plus pop, avec des groupes comme Los Abuelos de la Nada, Los Twist, Soda Stereo et Virus.

## Groupes et artistes
Les groupes comprennent notamment : Alma y Vida, Almendra, Attaque 77, Aquelarre, Arco Iris, Babasónicos, Bersuit Vergarabat, Callejeros, Cirse, Divididos, DENY, Enanitos Verdes, La Máquina de Hacer Pájaros, La Portuaria, La Renga, La Zurda, Las Pelotas, Los Abuelos de la Nada, Los Cinco Latinos, Los Gatos, Los Gatos Salvajes, Los Piojos, Los Ratones Paranoicos, Los Rodríguez, Los Twist, Manal, Patricio Rey y sus Redonditos de Ricota, Pedro y Pablo, Pescado Rabioso, Polifemo, Rata Blanca, Serú Girán, Smitten, Soda Stereo, Suéter, Sui Generis, Sumo, Tanguito, Todos Tus Muertos, Virus, Vivencia, et Vox Dei.
Les artistes notables sont : Andrés Calamaro, Billy Cafaro, Charly García, Eddie Pequenino, Fito Páez, Gustavo Cerati, Johny Tedesco, Juan Carlos Baglietto, León Gieco, Litto Nebbia, Luis Alberto Spinetta, Pappo, et Piero.